# Lenguas de las montañas de la cuenca del Sepik
Las lenguas de las montañas de la cuenca del Sepik o lenguas de los montes del Sepik son grupo de lenguas relacionadas del norte de Papúa Nueva Guinea identificado por W. Dye et al. en 1968. Unos pocos años después Donald Laycock consideró  que estas lenguas estarían relacionadas con otras lenguas del Sepik. De acuerdo con Malcolm Ross (2005), las lenguas papi formarían parte del grupo de las lenguas de los montes del Sepik, aunque previamente se habían considerado parte de un grupo hipotético walio-papi.

## Comparaxión léxica
Los numerales reconstruidos para diferentes lenguas del Sepik son:
| GLOSA | Alamblak- Kaningra | Bahinemo-Kapriman | Bahinemo-Kapriman | Saniyo-Hewa | Saniyo-Hewa     | PROTO- MONTES del SEPIK |
| GLOSA | Alamblak           | Bahinemo          | Kapriman          | Sanio       | Hewa            | PROTO- MONTES del SEPIK |
| ----- | ------------------ | ----------------- | ----------------- | ----------- | --------------- | ----------------------- |
| '1'   | bas~ rpa           | dəbátʰà           | dibar             | hɛta'i      | ama / to'pakale | *dəba-                  |
| '2'   | hutf               | husí              | kothi             | hɛsi        | yeiba           | *hoti                   |
| '3'   | 2+1                | huməlí            | humbVli           | hɛsi hɛta   | yumila          | *humbəli                |
| '4'   | 2+2                | gə́dà              | gayjala           | hɛsiohɛsio  | kulua           | *gədalo                 |
| '5'   | rbas sirs          | həl baɸú          | sejifa            | 'ɛrɛtifɛni  | keila           | *                       |
| '6'   | 5+1                | 5+1               |                   |             | maluene         | *                       |
| '7'   | 5+2                | 5+2               |                   |             | raɡua           | *                       |
| '8'   | 5+2+1              | 5+3               |                   |             | alone           | *                       |
| '9'   | 5+2+2              | 5+4               |                   |             | ababene         | *                       |
| '10'  | hut sirf           | 5+5               |                   |             | alei            | *                       |